# Зелзате
Зелзате (нидерл. Zelzate) — муниципалитет на севере Бельгии, находящийся в Фламандском регионе, в провинции Восточная Фландрия. Муниципалитет включает в себя только сам город и следовательно его площадь составляет 13.77 км².
Зелзате разделён на две части каналом «Гент — Тернёзен». Город соединяют подъёмный мост и туннель. Зелзате известен как город с самым загрязнённым воздухом в стране однако недавно ArcelorMittal Ghent сделали крупную инвестицию уменьшив выбросы на 90 %.